# Myrmotherula sclateri
A Myrmotherula sclateri a madarak osztályának verébalakúak (Passeriformes) rendjébe és a hangyászmadárfélék (Thamnophilidae) családjába tartozó faj.

## Rendszerezése
A fajt Emilia Snethlage német ornitológus írta le 1912-ben.  Tudományos faji nevét Philip Lutley Sclater angol ügyvéd és zoológusról tiszteletére kapta.

## Előfordulása
Dél-Amerikában, az Amazonas-medencében, Bolívia, Brazília és Peru területein honos. Természetes élőhelyei a szubtrópusi és trópusi síkvidéki esőerdők és mocsári erdők. Állandó nem vonuló faj.

## Megjelenése
Testhossza 8 centiméter, testtömege 8–10 gramm.

## Életmódja
Kevésbé ismert, valószínűleg apró rovarokkal és pókokkal táplálkozik.

## Természetvédelmi helyzete
Az elterjedési területe rendkívül nagy, egyedszáma viszont csökkenő, de még nem éri el a kritikus szintet. A Természetvédelmi Világszövetség Vörös listáján nem fenyegetett fajként szerepel.